# Akören, Aladağ
Akören là một thị trấn thuộc huyện Aladağ, tỉnh Adana, Thổ Nhĩ Kỳ. Dân số thời điểm năm 2009 là 1.248 người.